# Karl Friedrich Günther (Rechtswissenschaftler)
Karl Friedrich Günther (* August 1786 in Leipzig; † 21. Mai 1864 ebenda) war ein deutscher Rechtswissenschaftler.

## Leben und Wirken
Der Bruder des Ernst Friedrich Günther (1789–1850) hatte an der Universität Leipzig ein Studium der Rechte absolviert. Nach der Promotion der Rechte 1808 wurde er 1809 Advokat am Oberhofgericht und im Konsistorium. 1823 wurde er Assessor der juristischen Fakultät und 1829 Ordinarius der juristischen Fakultät sowie erster Professor der Rechte in Leipzig.
Seine Wahl vom Advokaten zum höchsten sächsischen juristischen Gelehrten einer Hochschule war ein in der sächsischen Geschichte bis dahin nie da praktiziertes Ereignis gewesen. Dennoch setzte sich Günther qualitativ durch. Er hatte sich vor allem durch seine juristischen Monographien und Schriften der sächsischen Gesetze in seiner Zeit einen Namen gemacht. So war er in den Jahren 1835/36 und 1844/45 Rektor der Alma Mater. 1846 war er Präsident des Spruchkollegiums. Als Vertreter der Leipziger Universität war er 1836/37 und 1842 bis 1847 Abgeordneter der I. Kammer des Sächsischen Landtags.

## Werke
- Diss. (praes. Ch. Dn. Erhard) de furti notione per leges constitutia accurantius definienda. Leipzig 1806
- Diss. Inaug. Commentatio de expeditoribus mercium per varia tempora transportatum. Leipzig 1808
- Diss. Ad. LL. 12 et 17. D. pro Socio. Leipzig 1823
- Philalethes Gutachten über die Frage: Ob die Gesetzgebung den Lieferungshandel mit Staatspapieren verbieten solle? Mit besonderer Rücksicht auf Sachsen. Leipzig 1825
- Progr. Quaestiorum de jure aquarum. Spec. I. Leipzig 1826
- Die neuen Criminalgesetze für das Königreich Sachsen. Leipzig 1838
- Über das Gesetz im Staate. Leipzig 1842
- Der Conkurs der Gläubiger nach gemeinem deutschen Rechte: Zugl. mit Angabe d. wichtigsten besonderen Bestimmungen d. im Königreiche Sachsen geltenden Rechts. 2. Auflage. Leipzig, 1852
- Vollständige Worterklärung und lateinisches Specialwörterbuch zur Pharmacopoea Germanica: ein praktisches Hilfsbuch zum sichern Verständniß derselben ; für Studirende der Apothekerkunst, zum Selbstunterricht und zur Selbstprüfung, zugleich mit Rücksicht auf das erste Apotheker- [das sogenannte Gehilfen-] Examen. Violet, Leipzig 1878. Band 1; urn:nbn:de:hbz:061:2-21130 – Band 2; urn:nbn:de:hbz:061:2-19192.